# Itjnja
Itjnja  (ukrainsk: І́чня, ukrainsk udtale: [ˈitʃnʲɐ]) er en by i Pryluky rajon, Tjernihiv oblast i Ukraine, beliggende ved Itjnja-floden. Den er vært for administrationen af Itjnja urban hromada, en af hromadaerne i Ukraine.Byen har 10.709 (2020) indbyggere.

## Etymologi
Der er beviser for, at der i oldtiden fandtes en lille bosættelse ved navn Yaskove, som blev ødelagt af mongol-tatarerne. Byen fik sit navn efter navnet på floden Ichen, og selve navnet på floden blev omdannet til den kærlige form Itjnja. Forskere forbinder flodens navn med det tatarske ichen (vandingshul (for heste)).

## Historie
De første oplysninger om Itjnja stammer fra det 14. århundrede. Fra det 14. til det 16. århundrede blev det regeret af Storhertugdømmet Litauen og Den polsk-litauiske realunion.
I midten af det 16. århundrede fik Itjnja status som købstad. I 1666 blev der bygget et rådhus. Sandsynligvis på dette tidspunkt blev Itjnja borg bygget. Byens indbyggere deltog i kampen mod den svenske hær under Karl XII af Sverige under Den store nordiske krig.
I 1748 havde havde et destilleri, 6 vandmøller og et teglværk.
Fra 1788 blev der afholdt tre årlige markeder i Itjnja , hvor indbyggerne handlede med brød, kvæg, proviant og træredskaber. Der var fire skoler i Ichnia i det 18. århundrede.

### Eksplosion i ammunitionsdepot
I oktober 2018 blev Itjnja et epicenter for massiv brand efter en eksplosion i ammunitionsdepotet i 6th Arsenal (militær enhed A-1479). Mere end 12.500 mennesker blev evakueret, og der blev oprettet en flyveforbudszone. Branden varede i 23 dage. Ifølge de ukrainske myndigheder var sabotage årsagen til eksplosionerne. 